# Renascença
Renascença este un oraș în Paraná (PR), Brazilia.